# 華人戲劇台
華人戲劇台是華人衛星電視傳播機構（CSTV）旗下戲劇頻道，頻道商為「華人傳播事業股份有限公司」。本頻道於2001年12月17日正式在台灣開播，主要以各國的戲劇節目播出為主，但其中以中國大陸、香港、日本播出的戲劇節目為主。

## 節目
- 泡湯玩翻天
- 元氣日本
- 中國不一樣
- Mr. Travel
- 中國鐵道之旅

## 華人衛視旗下其他頻道
- 亞洲旅遊台
- 華人商業台
- 華人印尼台